# 雷德里弗鎮區 (阿肯色州斯通縣)
雷德里弗鎮區（英語：Red River Township）是位於美國阿肯色州斯通縣的一個行政鎮區。

## 地方資料
雷德里弗鎮區的面積為43.31平方千米，當中陸地面積為42.73平方千米，而水域面積為0.58平方千米。根據2010年美國人口普查的數據，當地共有人口162人，而人口密度為每平方千米3.74人。